# Rolf Karsten
Rolf Karsten (oorspronkelijk Paul Foran) is een Spaans-Belgische stripreeks. Bedenker en tekenaar van deze realistisch getekende strip was Spanjaard Jose Larraz (pseudoniem Gil), die in deze periode ook de strip Michaël tekende onder het pseudoniem Dan Daubeney. Hij werd achtereenvolgens bijgestaan door tekenaars Montero (pseudoniem van Jesus Blasco) en Jordi Bernet. De strip debuteerde in 1968 in het stripblad Robbedoes / Spirou. Het laatste verhaal van Rolf Karsten verscheen in 1979 in Robbedoes, getekend door Larraz zelf (pseudoniem Watman).

## Inhoud
Rolf Karsten is een wetenschapper die werkt in een militair laboratorium. Hij beleeft spannende avonturen waarin het fantastische een belangrijke plaats inneemt. Hij is een klassieke held die de actie niet schuwt.

## Albums
Alle albums werden uitgegeven door uitgeverij Dupuis. 
1. Chantage op aarde (1976)
2. De schim van de gorilla (1977)
3. Het raadsel van het meer (1978)
4. De mummie (1979)